# Tiangong 1

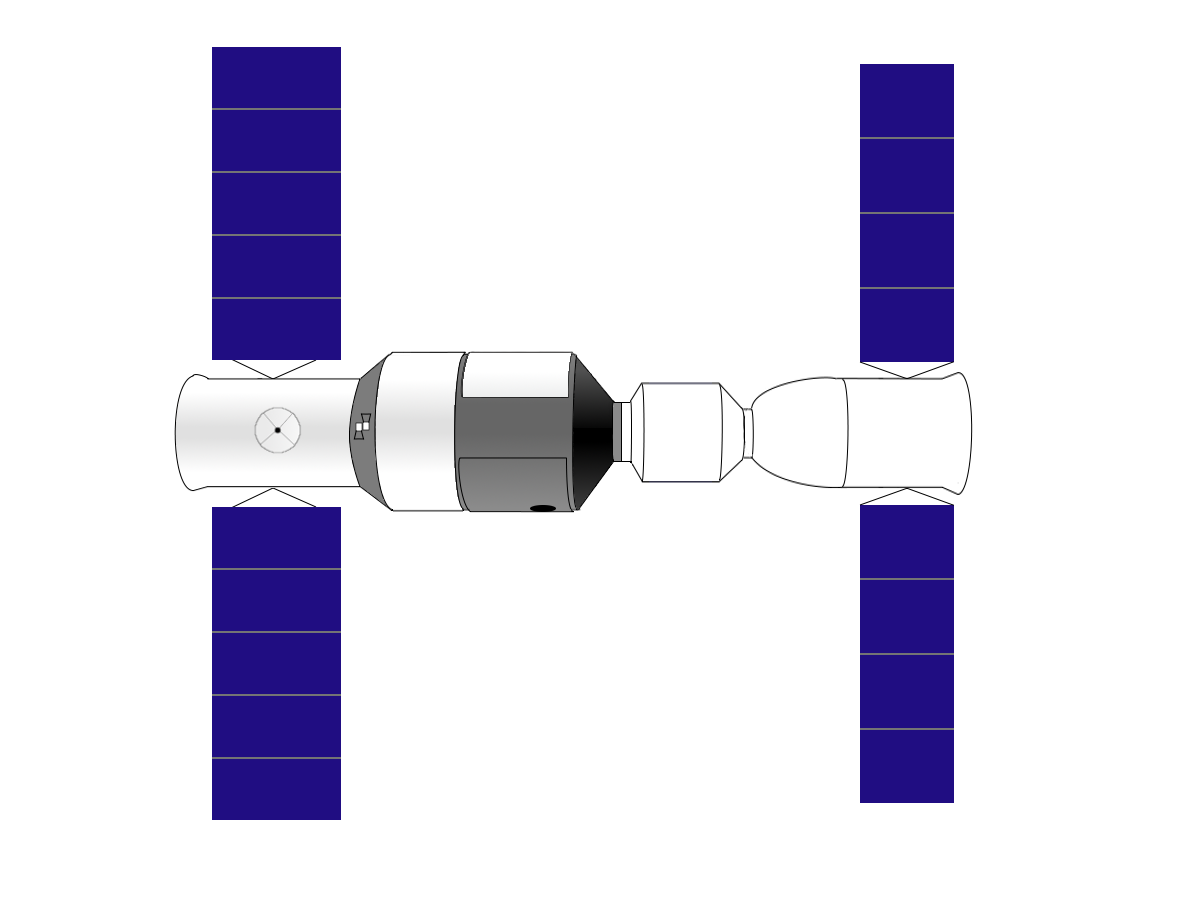
Illustratie van de Tiangong 1 (links) met een Shenzhou-ruimteschip aangekoppeld

De Tiangong 1 (Chinees: 天宫一号) was een Chinese ruimtelaboratoriummodule die op 29 september 2011 met een Lange Mars 2F-raket in een baan rond de Aarde gebracht werd. De lancering was de eerste stap in de ontwikkeling van het Chinese ruimtestation Tiangong ("Hemels Paleis"). De module was niet bedoeld om deel uit te maken van het toekomstige ruimtestation.
De missie was vooral bedoeld om de Chinese ruimtestationtechniek te testen en ervaring op te doen met aankoppelen. De geplande levensduur van de missie was één tot twee jaar. 
De Tiangong 1-module was ongeveer 9 meter lang en woog zo'n 8,5 ton. Er kon één ruimteschip aan vastkoppelen.
In september 2016 raakte de Tiangong 1 op drift nadat men het contact met het ruimtestation verloor. Op 2 april 2018 keerde de Tiangong 1 terug in de atmosfeer boven het zuiden van de Grote Oceaan, voor zover bekend zonder schade of letsel te veroorzaken.

## Geschiedenis
Tiangong 1 zou oorspronkelijk in augustus 2011 gelanceerd worden, en werd naar planning op 26 augustus vervoerd naar de lanceerbasis in Jiuquan. De lancering werd echter uitgesteld na de mislukte lancering in augustus van een satelliet met een Lange Mars 2C-raket, nauw verwant aan de Lange Mars 2F-raket die voor de Tiangong 1-lancering gebruikt zou worden. De lancering vond plaats op 29 september vanaf Jiuquan, in aanwezigheid van onder meer president Hu Jintao en premier Wen Jiabao.
Het onbemande ruimtevaartuig Shenzhou 8 werd gelanceerd op 1 november 2011 en koppelde een dag later aan Tiangong 1. Shenzhou 8 werd daarna als test nog een keer af- en aangekoppeld, en uiteindelijk, twee weken na de eerste aankoppeling, weer afgekoppeld, waarna hij weer terugkeerde naar de Aarde. Shenzhou 9 koppelde op 18 juni 2012 aan met een bemanning van drie astronauten. Op 11 juni 2013 vertrok de Shenzhou 10 met drie astronauten naar Tiangong 1 voor een 15-daagse missie. Hierna werd de Tiangong 1 buiten gebruik gesteld. Het ruimtestation werd echter wel in een baan om de Aarde gehouden, voor het geval dat de opvolger Tiangong 2 niet op tijd gereed zou zijn.
In september 2016 verloren de Chinezen het contact met en de controle over de Tiangong 1, die langzaam hoogte verloor. Het duurde daarna nog lang voor duidelijk werd hoe lang het zou duren voor het ruimtestation zou terugkeren in de atmosfeer. Eerste schattingen gingen uit van eind 2017. Die datum schoof steeds verder op. Op 2 april 2018 om 00:16 UTC keerde de Tiangong 1 uiteindelijk terug in de atmosfeer, boven de zuidelijke Grote Oceaan. Het neerstorten van de Tiangong 1 trok veel media-aandacht. De kans werd groot geacht dat er brokstukken tot 100 kilogram op de Aarde zouden neerstorten, maar de kans dat er mensen zouden worden geraakt werd klein geacht.

## Vervolgmissies
In september 2016 werd de opvolger Tiangong 2 gelanceerd. Tiangong 2 is ontworpen om drie astronauten ongeveer 20 dagen te laten functioneren. Deze zou worden opgevolgd door de Tiangong 3 maar kwam te vervallen doordat de doelen voor deze missie en Tiangong 2 gecombineerd werden. In april 2021 werd de eerste module van China's modulaire lange termijn ruimtestation Tiangong gelanceerd.